# کانا کوبایاشی
کانا کوبایاشی (انگلیسی: Kana Kobayashi؛ زادهٔ ۱۷ مهٔ ۱۹۹۱) آیدل و خواننده ژاپنی و عضو پیشین گروه موسیقی ای‌کی‌بی ۴۸ است. 